# Rhyticeros subruficollis
El cálao gorgiclaro o cálao de pico liso (Rhyticeros subruficollis) es una especie de ave coraciforme de la familia de los cálaos (Bucerotinae). 
Se puede encontrar en los bosques de los montes Dawna y Tenasserim en el sur de Birmania, las partes adyacentes del oeste de Tailandia y el norte de la península de Malaca.
Está amenazada por la pérdida de hábitat.